# Ochrilidia tryxalicera
Ochrilidia tryxalicera är en insektsart som beskrevs av Carl Stål 1873. Ochrilidia tryxalicera ingår i släktet Ochrilidia och familjen gräshoppor. Inga underarter finns listade i Catalogue of Life.